# Parafia św. Jana Chrzciciela w Makowie
Parafia św. Jana Chrzciciela w Makowie – rzymskokatolicka parafia znajdująca się w Makowie. Parafia należy do dekanatu Pietrowice Wielkie i diecezji opolskiej.

## Historia
Została wymieniona w spisie świętopietrza, sporządzonym przez archidiakona opolskiego Mikołaja Wolffa w 1447, pośród innych parafii archiprezbiteratu (dekanatu) w Raciborzu, pod nazwą Mokaw.
W granicach Polski i diecezji opolskiej od końca II wojny światowej.
Kościół parafialny wpisano do rejestru zabytków (nr rej. A/625/2020).